# حامد دحان
حامد دحان (1946 - 2020)، هو لاعب كرة قدم مغربي لعب لمنتخب المغرب لكرة القدم في سنوات الستينيات والسبعينيات من القرن العشرين. وهو أحد عناصر المنتخب الذي مثل المغرب لأول مرة في كأس العالم «مكسيكو 1970». بالإضافة انه رياضي مارس مهنة التدريس ضمن السلك الإبتدائي.

## وفاته
توفي يوم الإثنين 13 يوليو 2020 بمدينة سيدي قاسم، عن عمر يناهز 76 سنة.

## روابط خارجية
- حامد دحان على موقع الاتحاد الدولي (مؤرشف)  (الإنجليزية)
- حامد دحان على موقع Soccerway.com (الإنجليزية)